# Cratere Clustril
Clustril è un cratere sulla superficie di Fobos.